# 假拟锥螺
假拟锥螺（学名：Pseudobuliminus pseudobuliminus）为堅齒螺科釘蝸牛属的动物，是中国的特有物种。

## 分佈
分布于安徽、江苏、江西、湖南等地，生活环境为陆地，常生活于山区、丘陵地带潮湿的灌木草丛中、落叶石块下、多腐殖质处以及住宅、寺庙、公园、农田附近。

## 外部連結
- 維基物種上的相關：假拟锥螺